# Valerij Kubasov
Valerij Nikolajevitj Kubasov (ryska: Валерий Николаевич Кубасов), född 7 januari 1935 i Vjazniki i Vladimir oblast, död 19 februari 2014 i Moskva, var en sovjetisk kosmonaut.

## Familjeliv
Han var gift med Ljudmila Ivanovna Kurovskaja och de hade två barn ihop.

## Karriär
Uttagen i Energia Engineer Grupp 1 23 maj 1966 tillsammans med 9 andra kosmonauter.
Han lämnade kosmonautkåren 13 november 1993.

## Rymdfärder
- Sojuz 6
- Sojuz 19/ASTP
- Sojuz 36

## Rymdfärdsstatistik
| Färd          | Datum                        | Tid         |
| ------------- | ---------------------------- | ----------- |
| Sojuz 6       | 11 oktober - 16 oktober 1969 | 4d 22h 42m  |
| Sojuz 19/ASTP | 15 juli - 21 juli 1975       | 5d 22h 30m  |
| Sojuz 36      | 26 maj - 3 juni 1980         | 7d 20h 45m  |
| Totalt        | Totalt                       | 18d 17h 57m |